# Partido Comunista de Alemania
El Partido Comunista de Alemania (en alemán: Kommunistische Partei Deutschlands, abreviado KPD) fue un importante partido político de ideología comunista que existió en Alemania entre 1918 y 1933. Durante la Alemania nazi actuó como un movimiento de resistencia clandestino en contra del régimen de Adolf Hitler. Tras la Segunda Guerra Mundial se volvería un partido menor en la Alemania Occidental, hasta que fue prohibido en 1956.
Durante los años 1920 se les conoció como los «espartaquistas», debido a sus orígenes en la Liga Espartaquista. El KPD fue fundado hacia el final de la Primera Guerra Mundial por los socialistas y sectores socialdemócratas que se oponían a la contienda. Liderados inicialmente por Rosa Luxemburgo, después de su muerte el partido se vio cada vez más inclinado hacia el leninismo y posteriormente al estalinismo. Durante el período de la República de Weimar, el KPD normalmente obtuvo entre un 10 y 15 % de los votos en las elecciones al Reichstag, y también lograba sacar representación en las elecciones a los distintos parlamentos regionales. Tras la toma del poder por Adolf Hitler y los nazis, las nuevas autoridades no tardaron mucho tiempo en prohibir el partido, que pasó automáticamente a la clandestinidad. Muchos de sus militantes y dirigentes fueron encarcelados por las autoridades nazis y algunos de ellos murieron en los campos de concentración. 
Al final de la Segunda Guerra Mundial, el partido fue reconstituido otra vez en la Alemania ocupada, aunque en 1946 sus secciones en la zona de ocupación soviética se unieron con los socialdemócratas para formar el Partido Socialista Unificado de Alemania (SED), que gobernaría la República Democrática Alemana (RDA). En la Alemania Occidental el partido mantuvo un perfil bajo y acabó siendo prohibido por el Tribunal Constitucional en 1956. Tras su ilegalización, un gran número de partidos minoritarios han reclamado ser herederos del KPD. En 1968 algunos antiguos militantes comunistas lograron formar el Partido Comunista Alemán (DKP), aunque con escasa influencia.

## Historia

### Periodo fundacional
El núcleo del posterior KPD surgió como el grupo La Internacional, basado en un periódico del mismo nombre que rápidamente fue suprimido por las autoridades. La corriente se convirtió en la Liga Espartaquista después de ser publicadas una serie de artículos de Rosa Luxemburgo, su teórica más preeminente, con la firma de «Espartaco». Cuando comenzó el periodo revolucionario en Alemania hacia el final de la Primera Guerra Mundial, muchas secciones del Partido Socialdemócrata de Alemania (SPD) —el mayor partido socialista europeo— giraron a la izquierda y se escindieron para formar el Partido Socialdemócrata Independiente de Alemania (USPD). La Liga Espartaquista se unió al nuevo partido como una corriente autónoma. Sin embargo, pronto surgiría el debate sobre la necesidad de formar un partido comunista en Alemania que llevase la misma política, tuviese el mismo programa y se aliase a los bolcheviques de la Rusia soviética. Del mismo modo que la Liga, los Comunistas Internacionales de Alemania (IKD), que habían llegado a esta conclusión, tomaron parte en la fundación del KPD.
Con la experiencia anterior con el SPD y el USPD, y también con el objetivo de conseguir atraer a los obreros descontentos con el curso de la revolución hasta entonces, los espartaquistas, junto con grupos como los IKD, procedieron a crear el Partido Comunista de Alemania. El Congreso fundacional tuvo lugar en el Ayuntamiento de Berlín entre el 30 de diciembre de 1918 y el 1 de enero de 1919.
El partido fue dirigido en un comienzo por Rosa Luxemburgo y Karl Liebknecht, aunque una parte importante de la militancia estaba en desacuerdo con algunas de sus posiciones, como la necesidad de trabajar en los sindicatos de clase mayoritarios o participar en el parlamento alemán, el Reichstag. El fracaso de la Revolución en Berlín, llevada a cabo un mes después de la fundación del KPD, en enero de 1919, fue realizado en contra la instrucciones de Luxemburgo y Liebknecht. El Gobierno del socialdemócrata Friedrich Ebert se apoyó en los Freikorps,  milicias paramilitares ultraderechistas, y en lo que quedaba del antiguo Ejército Imperial Alemán para suprimir la insurrección. Liebknecht y Luxemburgo fueron entonces capturados por los paramilitares, torturados y finalmente asesinados. Este hecho supondría que durante los siguientes años el KPD y el SPD mantuvieran un agrio enfrentamiento entre sí.
Algunos de los dirigentes más importantes de esta época fueron Paul Levi, Leo Jogiches, Clara Zetkin, Paul Frolich, Hugo Eberlein, Willi Münzenberg, Franz Mehring y Ernst Meyer. En marzo de 1919 el KPD pasó a pertenecer a la Internacional Comunista (Komintern), después de asistir a la celebración de su I Congreso Mundial en Petrogrado.

### La República de Weimar

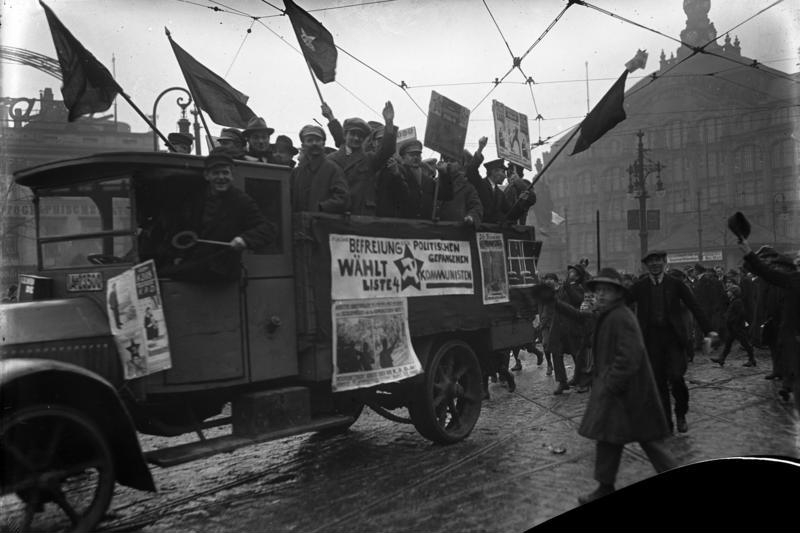
Militantes del KPD repartiendo propaganda en Berlín durante las elecciones de 1924

A comienzos de los años 1920, el partido entró en una nueva fase. El fracaso de la Revolución espartaquista y la fuerte represión sufrida por el partido obligaron a sus dirigentes a adoptar una nueva estrategia. Fue entonces cuando Paul Levi tomó las riendas del partido como el principal líder de la organización.
Levi asumió las riendas del KPD en un momento en que el partido se encontraba huérfano de un liderazgo efectivo tras el asesinato o la desaparición de Liebknecht, Luxemburgo y otros dirigentes. En el Congreso de Heidelberg, celebrado entre el 20 y el 23 de octubre de 1919, el KPD decidió participar en el sistema parlamentario y presentarse a las elecciones al Reichstag. Levi y la mayoría del partido aprobaron la expulsión del sector ultraizquierdista del partido, muchos de los cuales acabarían formando el Partido Comunista Obrero de Alemania (KAPD) en abril de 1920. En las elecciones federales de junio de 1920, el KPD obtuvo 589 454 votos (2,09 %) y 4 escaños, muy lejos de los buenos resultados del SPD (103 escaños) y el USPD (83 escaños), los dos partidos con mayor porcentaje de sufragios (21,92 % y 17,63 % respectivamente).
A pesar de ello, durante esta época Paul Levi se aseguró de llevar al partido lejos de las políticas que desembocaran en una revolución inmediata y, en cambio, orientarlo más hacia las masas de trabajadores. Estos esfuerzos se vieron recompensados cuando una parte importante del USPD se unió al KPD tras el Congreso de Halle del USDP: a partir de ese momento el KPD pasó a ser un partido de masas, por primera vez, con alrededor de 449 700 miembros. Asimismo, en 1920 el KPD asistió y encabezó la delegación alemana que asistió al II Congreso Mundial de la Internacional Comunista en Moscú.
A comienzos de 1921 Levi dimitió de la dirección del partido, seguido de Ernst Däumig, Clara Zetkin, Otto Brass y Adolf Hoffman, que también dimitieron del Comité Central. Todo esto estuvo precedido por la condena que había realizado la Internacional Comunista a la postura de Levi, en relación con una disputa interna del Partido Socialista Italiano, y la posterior concesión que la Komintern hizo al rival KAPD, que obtuvo el estatus de «sección simpatizante» de la Internacional Comunista. Consecuencia de la salida de Levi, se incrementó de forma considerable la influencia de Béla Kun en el KPD, y el partido lanzó la llamada Acción de Marzo de 1921, una serie de revueltas organizadas por grupos comunistas, socialistas e izquierdistas que fracasaron ante la respuesta gubernamental. La consiguiente represión policial afectó seriamente al partido.

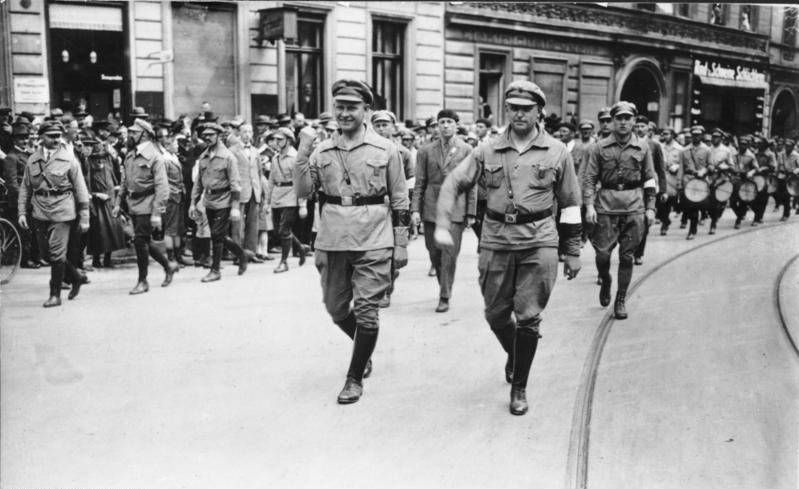
Ernst Thälmann y Willy Leow, líderes del Frente Rojo de Lucha, en Berlín (junio de 1927)

Después del fracaso de las sublevaciones, Levi fue expulsado por haber criticado públicamente la línea política del partido. A su salida le sucedió un período de cierta inestabilidad en el liderazgo, hasta el nombramiento de Ernst Thälmann en octubre de 1925. Desde 1924 el KPD había organizado su propia milicia paramilitar de autodefensa, el Roter Frontkämpferbund (RFB), y en 1925 también consolidó una sección juvenil: la Liga de los Jóvenes Comunistas de Alemania (KJVD). En 1928 el liderazgo de Thälmann se vio muy cuestionado por el caso Wittorf, un escándalo de malversación de fondos que afectaba a un protegido suyo, John Wittorf. Sin embargo, la intervención del líder soviético Iósif Stalin reforzó su liderazgo y supuso una reestructuración interna del KPD, que tendió hacia una mayor estalinización. Ese año la dirección expulsó a la autodenominada  «Oposición» (KPDO), crítica con la dirección de Thälmann y partidaria de las ideas de Nikolái Bujarin. Con el liderazgo interno consolidado, durante el XII Congreso del KPD en 1929, Thälmann adoptó las tesis de la Internacional Comunista sobre el «socialfascismo» y pasó a la acción con una política de confrontación con el SPD.
Siguiendo a la Komintern, Thälmann sostenía que el capitalismo estaba entrando en una profunda crisis, y que los sindicatos izquierdistas y el SPD eran organizaciones socialfascistas, además del principal enemigo político del KPD. La consideración de que los socialdemócratas eran en realidad «socialfascistas» se mantuvo al menos hasta mediados de la década de 1930. Asimismo, el KPD tuvo que hacer frente a otra amenaza: por esa época el Partido Nacionalsocialista Obrero Alemán de Adolf Hitler, radicalmente anticomunista, empezó a ganar un importante apoyo popular y sus milicias paramilitares comenzaron a atacar a los comunistas.
En el periodo final de la República de Weimar, el KPD se mantuvo como una fuerza electoral sólida. En las elecciones federales de mayo de 1924, el partido logró 3 693 280 votos (12,61 %) y 62 diputados en el Reichstag, lo que lo convirtió en la cuarta fuerza política parlamentaria. Después de haber permanecido estabilizado durante el resto de la década de 1920, en las elecciones federales de 1930 su base electoral aumentó hasta los 4 590 160 votos (13,13 %) y 77 diputados, como la tercera fuerza por detrás de los socialdemócratas y de los nazis. En las presidenciales de 1932, Thälmann incluso obtuvo un 13,2 % de los votos durante la primera vuelta. Consecuencia de su creciente popularidad entre la base electoral izquierdista, en noviembre de 1932 la militancia del KPD aumentó de forma considerable y alcanzó los 360 000 miembros. En las elecciones federales celebradas ese mismo mes, el partido obtuvo un máximo histórico de 5 980 239 votos (16,86 %) y 100 diputados. Con este importante aumento de sufragios y parlamentarios, los comunistas lograron acercarse al SPD (que, no obstante, mantuvo 121 parlamentarios y más de 7 millones de votos). De hecho, tal y como observó William L. Shirer, los socialdemócratas perdieron en estos comicios unos 750 000 votantes, aproximadamente el mismo número de votos que ganaron los comunistas.
Sin embargo, en el mismo periodo el KPD continuó con su política de considerar a los socialdemócratas como «socialfascistas», lo que en realidad suponía considerar al SPD como el principal enemigo a batir. Este planteamiento fue una de las razones que impidieron la formación de una posible alianza de la izquierda alemana contra el Partido Nazi, que en aquel momento era la primera fuerza electoral del país y ya controlaba el Reichstag, aunque no el Gobierno del Reich. Por su parte, los socialdemócratas tampoco supieron calibrar la amenaza real que suponían Hitler y los nazis, y mantuvieron su política tradicional. El canciller y líder de los socialdemócratas, Hermann Müller, había declarado que los comunistas eran la misma cosa que los nazis.

### El periodo del nazismo

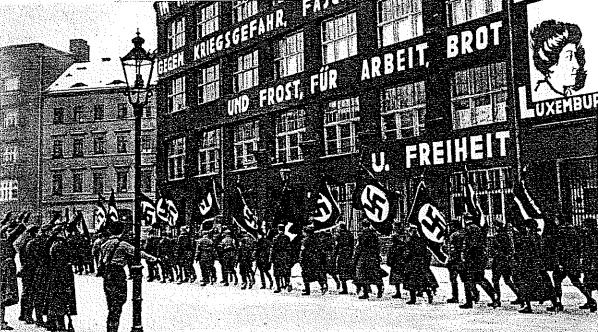
Las SA nazis desfilando delante de la Karl-Liebknecht-Haus, en Berlín, el 22 de enero de 1933

El 30 de enero de 1933 el líder del Partido Nazi, Adolf Hitler, fue nombrado canciller por el presidente Paul von Hindenburg. El KPD y los sindicatos reaccionaron con la convocatoria de una huelga general. No pasó mucho tiempo en que los nazis incluyeron a los comunistas y los socialdemócratas entre sus principales objetivos que eliminar. 
La represión del movimiento comunista se vio «legitimada» tras el incendio del Reichstag, incidente que «resultó muy conveniente para el nuevo gobierno». Los nazis acusaron públicamente a los comunistas de haber sido responsables del incendio y crearon un clima de miedo e histeria con la falsa acusación de que los comunistas estaban preparando iniciar una guerra civil. El incendio del Reichstag también permitió al Gobierno Hitler aprobar un decreto especial que llevó a la detención del líder comunista Ernst Thälmann y de otras cuatro mil personas, líderes o militantes del KPD.
En esas condiciones el partido concurrió a las elecciones federales de 1933. En ellas, a pesar de la campaña de violencia e intimidación de los nazis, los comunistas lograron mantenerse todavía como la tercera fuerza política: el KPD obtuvo 4 848 058 votos (12,32 %) y 81 escaños. Sin embargo, la llamada «ley habilitante», que legalmente proporcionó a Hitler poderes absolutos para poder gobernar, fue votada en el Reichstag después de que el grupo de diputados comunistas fueran arrestados y encarcelados. Con el partido prácticamente desaparecido de la vida pública, el 26 de mayo de 1933 el Gobierno nazi decretó la expropiación de los bienes del KPD.
El KPD cambió de táctica tras la llegada de los nazis al poder. Muchos de sus militantes, simpatizantes y dirigentes fueron encarcelados en campos de concentración, torturados y asesinados, como ocurrió con Ernst Thälmann o Werner Seelenbinder, los cuales además eran judíos. Otros líderes del partido lograron partir al exilio, como Walter Ulbricht, o sobrevivieron a la prisión, caso de Erich Honecker. En el interior, la resistencia comunista quedó muy quebrantada, pero no extinguida del todo, y hubo militantes como Dagobert Biermann que continuaron con la actividad del KPD de forma clandestina, aunque esto significara acabar en prisión o incluso ejecutados. El historiador británico Allan Merson cifró en unos 25 000-30 000 los comunistas alemanes que fueron asesinados, ejecutados o muertos durante su detención, y en unos 150 000 los que fueron encarcelados en algún momento durante el régimen nazi.
Más de 3000 comunistas alemanes participaron en la guerra civil española en apoyo del Gobierno republicano, enrolados en las Brigadas Internacionales.

### La Guerra fría
En 1945, tras el final de la Segunda Guerra Mundial, el KPD fue nuevamente legalizado por las autoridades militares aliadas. Desde la Unión Soviética y otros lugares del exilio regresaron dirigentes y militantes, como fue el caso de Wilhelm Pieck, Walter Ulbricht o Anton Ackermann. La Alemania ocupada por las potencias aliadas quedó dividida en cuatro zonas de ocupación. En octubre de 1945 el KPD tenía en Berlín y la zona de ocupación soviética unos 248 817 militantes, mientras que a finales de año en las tres zonas de ocupación occidentales el partido tenía unos 130 000 miembros. Un año después las organizaciones del SPD y el KPD en la zona de ocupación soviética acordaron unirse para formar el Partido Socialista Unificado de Alemania (SED), una poderosa fuerza con más de 1 millón de militantes que se convirtió en la fuerza política más votada en las elecciones celebradas ese mismo 1946 en la zona soviética. Posteriormente, en 1949, la zona soviética se acabaría convirtiendo en la República Democrática Alemana (RDA), un nuevo estado en el que el SED mantuvo el monopolio del poder hasta 1990, aunque con la coexistencia de otros partidos políticos.
En la República Federal de Alemania, también creada en 1949, el KPD mantuvo una presencia relevante. En las elecciones celebradas ese mismo año, el KPD obtuvo 1 361 706 votos (5,7 %) y 15 escaños en el Bundestag. Max Reimann se convirtió en el nuevo hombre fuerte del KPD en la Alemania occidental. No obstante, en 1956 el partido fue ilegalizado por el Tribunal Constitucional Federal, como parte de una ofensiva general en el contexto de la Guerra Fría contra las organizaciones comunistas. Para entonces la militancia del partido había decaído mucho, contándose unos 78 000 miembros hacia 1956. A esto se unía que desde las elecciones de 1953 el partido había perdido su representación en el Bundestag, lo que lo convirtió en una fuerza extraparlamentaria. Como consecuencia de la prohibición, los comunistas hubieron de participar en los comicios a través de otras candidaturas, como la Deutsche Friedens-Union (DFU) en 1961. En otros casos, como en las elecciones de 1957, el KPD pidió el voto por el SPD. Más tarde, en 1968, parte de su militancia logró fundar el Partido Comunista Alemán (DKP) con la autorización de las autoridades alemanas, partido que aún hoy existe, aunque sin llegar a tener la influencia que el histórico KPD tuvo en su día.

## Organización
Durante los años 1920 el partido operó bajo los principios del centralismo democrático, por lo que el organismo ejecutivo del partido fue el Congreso, que se reunía al menos una vez al año. Entre los congresos celebrados, el liderazgo del partido residía en el Comité Central (Zentralkomitee, ZK) —elegido en cada congreso—, el cual estaba formado tanto por miembros de la dirección (Zentrale) como por representantes elegidos por la militancia, a través de los distritos a los que representaban. Estos representantes elegidos por la militancia debían dar cuenta ante sus electores de sus acciones, lo que se podía traducir en su destitución si los electores no estaban satisfechos con los mismos. Durante sus primeros años de existencia el KPD empleó a alrededor de 200 trabajadores a tiempo completo, los cuales, tal y como el historiador P. Broue señala, "recibían la paga de un trabajador promedio cualificado y no tenían privilegios, aparte de ser los primeros en poder ser arrestados, procesados y condenados; en caso de haber tiroteos, también eran los primeros en caer abatidos".

## Resultados electorales

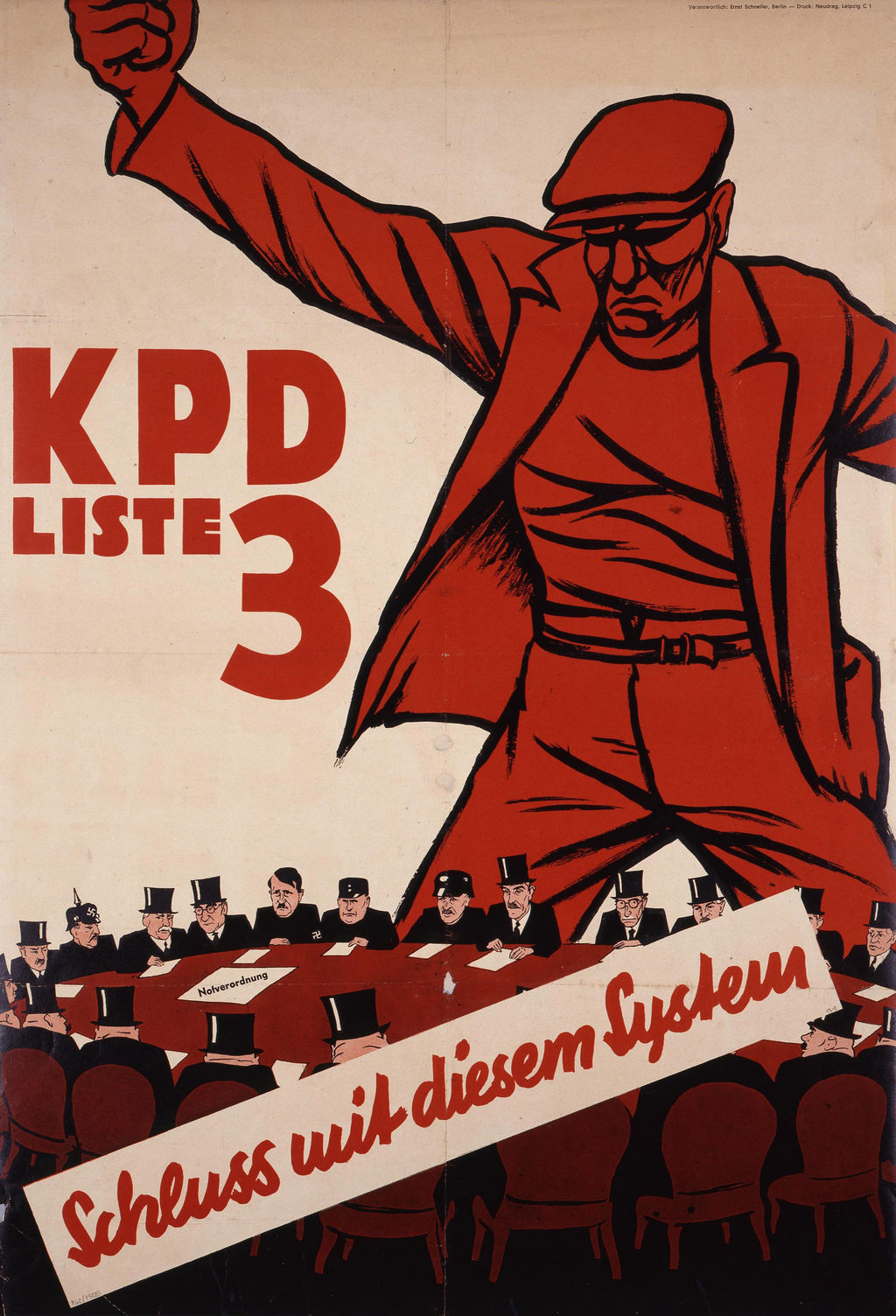
Póster electoral del KPD para las elecciones de 1932.

### Elecciones al Reichstag
| Comicios  | N.º de votos   | % de votos | N.º de escaños | +/– |
| --------- | -------------- | ---------- | -------------- | --- |
| 1920      | 589.454 (#9)   | 2,09       | 4/459          |     |
| May.-1924 | 3.693.280 (#4) | 12,61      | 62/472         | 58  |
| Dic.-1924 | 2.709.086 (#5) | 8,94       | 45/493         | 17  |
| 1928      | 3.264.793 (#4) | 10,62      | 54/491         | 9   |
| 1930      | 4.590.160 (#3) | 13,13      | 77/577         | 23  |
| Jul.-1932 | 5.282.636 (#3) | 14,32      | 89/608         | 12  |
| Nov.-1932 | 5.980.239 (#3) | 16,86      | 100/584        | 11  |
| Mar.-1933 | 4.848.058 (#3) | 12,32      | 81/647         | 19  |

### Elecciones al Bundestag
| Comicios | N.º de votos directos | N.º de votos por lista | % de votos por lista | N.º de escaños | +/– |
| -------- | --------------------- | ---------------------- | -------------------- | -------------- | --- |
| 1949     |                       | 1.361.706 (#4)         | 5.7                  | 15/402         |     |
| 1953     | 611.317 (#6)          | 607.860 (#6)           | 2.2                  | 0/509          | 15  |

### Pie de página
1. ↑  Oficina Estatal para la Protección de la Constitución de Brandenburgo Glossar: Kommunistische Partei Deutschlands (KPD)
2. ↑  Fulbrook, Mary (2014). A History of Germany 1918 - 2014: The Divided Nation (4ta edición). ISBN 9781118776148.
3. ↑  Heinrich August Winkler (1993), pág. 55
4. ↑  J.P. Nettl (1969), pág. 472
5. ↑  Fernbach, 2011, p. 7.
6. ↑  Fernbach, 2011, p. 10.
7. 1 2  Fernbach, 2011, p. 13.
8. ↑  Fernbach, 2011, p. 17.
9. ↑  Broué, 2006, p. 487.
10. ↑  Fernbach, 2011, p. 15.
11. ↑  Fernbach, 2011, p. 14.
12. ↑  Fernbach, 2011, p. 18.
13. ↑  Fernbach, 2011, p. 20.
14. ↑  Broué, 2006, p. 516.
15. ↑  Erich Honecker (1981). [books From my Life], Pergamon, ISBN 978-0-08-024532-4, pág. 16
16. ↑  Branko Lazitch, M.M. Drachkovitch (1986), pp. 42-43
17. ↑  Heinrich August Winkler (1985), pág. 682
18. ↑  Klaus Schönhoven (1989), pág. 134
19. ↑  Heinrich August Winkler (1993), pág. 536
20. ↑  William L. Shirer (1960), pág. 172
21. ↑  Adelheid von Saldern (2002), pág. 78
22. ↑  Hans-Joachim Althaus et alii (1982), pág. 229
23. ↑  Paul Johnson (2000), pág. 221
24. ↑  William L. Shirer (1960), pág. 194
25. ↑  Richard J. Evans (2004), pág. 331
26. ↑  Gesetz über die Einziehung kommunistischen Vermögens, vom 26. Mai 1933
27. ↑  Peter Przybylski (1991), pp. 55–65
28. ↑  Allan Merson (1999), pág. 293
29. ↑  Hugh Thomas (2003), pp. 941-945
30. ↑  Günter Benser (1985), pág. 276
31. ↑  Olaf Teichert (2011), pág. 21
32. ↑  Wolfgang Benz; Hermman Graml (1986), pág. 117
33. ↑  Dietrich Staritz. "Die Kommunistische Partei Deutschlands", en Richard Stoss (1983). Parteien-Handbuch, Opladen, pág. 1666
34. 1 2  Georg Fülberth (1990), pág. 94
35. ↑  P. Broue (2006), pág. 635
36. ↑  P. Broue (2006), pp. 635-636
37. ↑  P. Broue (2006), pág. 864
38. ↑  P. Broue (2006), pp. 863-864